# Biệt đội cảm tử
Suicide Squad (Biệt đội Cảm tử), còn được biết đến với cái tên Task Force X (Lực lượng Đặc nhiệm X), là tên của một tổ chức giả tưởng xuất hiện trong loạt truyện tranh phát hành tại Mỹ bởi DC Comics. Được tạo ra bởi Robert Kanigher và Ross Andru và xuất hiện lần đầu trong The Brave and the Bold #25 (Tháng 9, 1959). Tuy nhiên, tổ chức này được biết đến một cách rộng rãi ở lần tái xuất thứ hai bởi John Ostrander trong Legends #3 (Tháng 1, 1987) và sau đó là loạt truyện tranh riêng về Suicide Squad (1987 - nay).
Suicide Squad được biết đến là một tổ chức "phản anh hùng", bao gồm những tên tội phạm đầu sỏ đang chờ án tử. Chúng được Chính phủ Hoa Kỳ tập hợp lại để thực hiện những nhiệm vụ tuyệt mật nguy hiểm, đổi lại để được miễn giảm tội chết. Nhóm này được thành lập tại Nhà ngục Belle Reve (Tiếng Pháp có nghĩa là "giấc mơ đẹp") và đặt dưới sự chỉ đạo của Amanda Waller, một nhân viên chính phủ cấp cao đồng thời cũng là người đưa ra ý tưởng thành lập Suicide Squad.

## Tiểu sử
Trong lần đầu tiên ra mắt The Brave and the Bold, Suicide Squad bao gồm một nhóm người không có năng lực siêu nhiên là Rick Flag, Jr., bạn gái Karin Grace, Ts. Hugh Evans và Jess Bright. Loạt truyện về Suicide Squad trong thời này chủ yếu nói về nhân vật chỉ huy của nhóm là Rick Flag, Jr.. Nhóm đã tan rã sau nhiệm vụ cuối cùng của họ.
Ở lần ra mắt thứ hai trong Legends, Darkseid cùng tay sai của hắn là Glorious Godfrey lập ra kế hoạch khiến nhân loại quay lại chống lại các siêu anh hùng. Amanda Waller chỉ định Rick Flag, Jr. làm chỉ huy lực lượng Task Force X bao gồm các tên tội phạm: Blockbuster, Bronze Tiger, Captain Boomerang, Deadshot, và Enchantress. Amanda giải tán nhóm sau khi hoàn thành nhiệm vụ đập tan kế hoạch của Darkseid.
Vào tháng 5 năm 1987, John Ostrander đã ra mắt loạt truyện tranh cùng tên nói riêng về Suicide Squad kéo dài cho tới năm 2014. Trong thời kỳ này Amanda đã giật dây Suicide Squad thực hiện rất nhiều phi vụ cho Chính phủ Mỹ, cũng như số lượng người tham gia và liên đới đến nhóm này rất đông và xáo trộn liên tục, trong đó có những nhân vật quen thuộc như Poison Ivy, Harley Quinn, hay Oracle. Một số thành viên xuất hiện thường xuyên trong nhóm trong thời kỳ này có thể kế đến như: Amanda Waller, Rick Flag, Jr., Deadshot, Bronze Tiger, Captain Boomerang, Bá tước Vertigo, Enchantress, Nightshade, v.v.
Năm 2014, DC Comics tiếp tục ra mắt loạt truyện mới New Suicide Squad, kịch bản bởi Sean Ryan và thiết kế bởi Jeremy Roberts. Trong lần này, Harley Quinn lập nhóm với Deadshot cùng sự tham gia của Black Manta, Captain Boomerang, Cheetah, Joker's Daughter, Parasite, Reverse-Flash (bị chết sau này), và Deathstroke (nhưng hắn nhanh chóng trở mặt với cả nhóm). Amanda Waller vẫn là người chỉ đạo nhiệm vụ của nhóm.

## Phiên bản DC Extended Universe

Từ trái qua phải: Slipknot, Captain Boomerang, Enchantress (đứng), Katana (ngồi), Rick Flag, Harley Quinn, Deadshot, Killer Croc, và El Diablo.

Tháng 2, 2014, Warner Bros. khởi động dự án phim Suicide Squad và đây sẽ là dự án thứ ba của DC Extended Universe (các tuyến nhân vật truyện tranh trong Vũ trụ DC được chuyển thể thành phim) sau Man of Steel (2013) và Batman V Superman: Dawn of Justice (2016). Các thành viên của nhóm bao gồm:
- Rick Flag - Joel Kinnaman
- Deadshot - Will Smith
- Harley Quinn - Margot Robbie
- Captain Boomerang - Jai Courtney
- Enchantress - Cara Delevingne
- El Diablo - Jay Hernandez
- Killer Croc - Adewale Akinnuoye-Agbaje
- Katana - Karen Fukuhara
- Slipknot - Adam Beach

Amanda Waller (Viola Davis) vẫn là đầu não đứng sau tổ chức này, các nhân vật khác đáng chú ý trong phim bao gồm Joker (Jared Leto) và Batman (Ben Affleck).